# Olympische Sommerspiele 1956/Leichtathletik – Weitsprung (Männer)

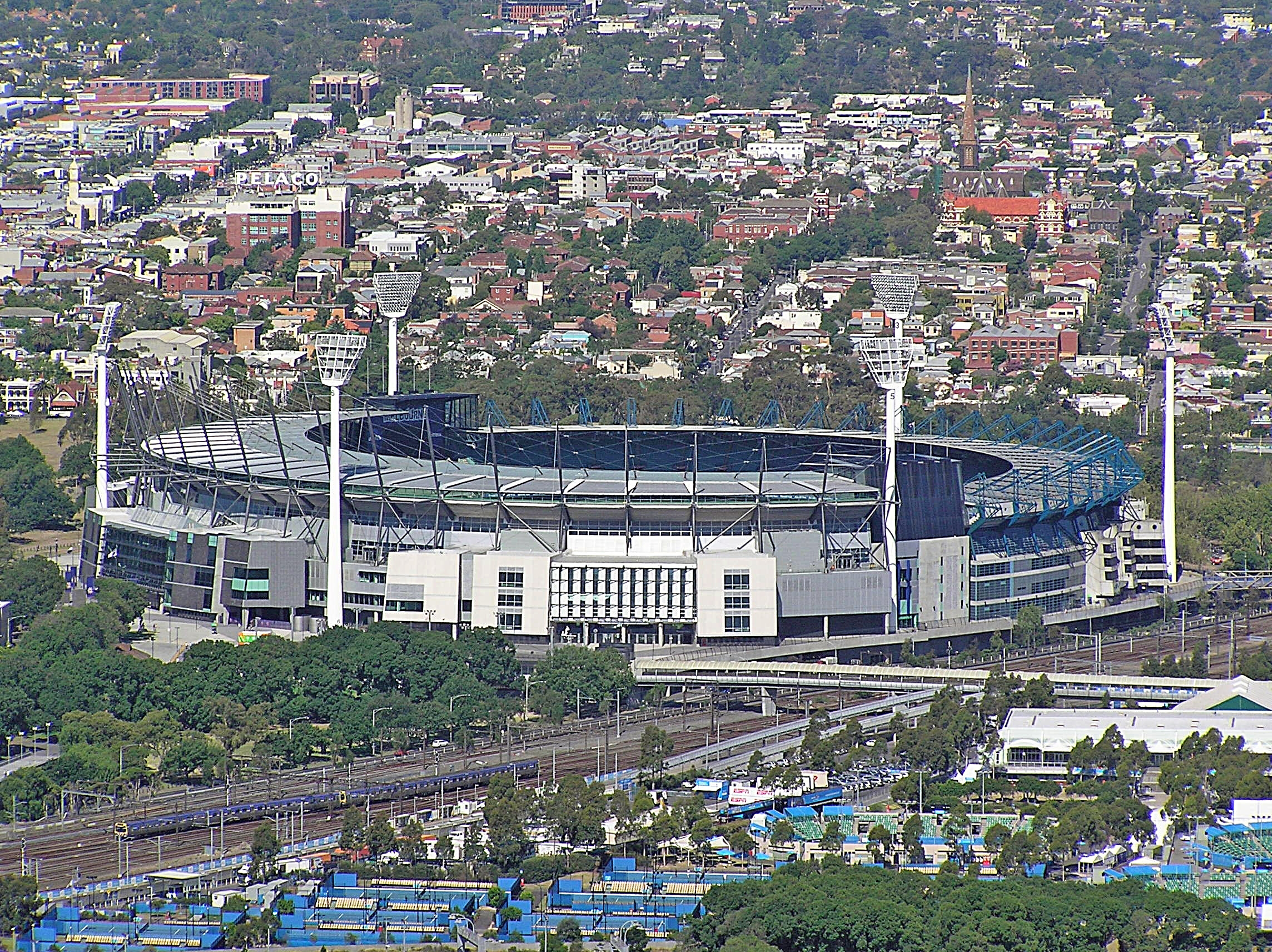
Melbourne Cricket Ground, Olympiastadion (hier im Jahr 2008)

Der Weitsprung der Männer bei den Olympischen Spielen 1956 in Melbourne wurde am 24. November 1956 im Melbourne Cricket Ground ausgetragen. 32 Athleten nahmen teil.
Olympiasieger wurde der  US-Amerikaner Greg Bell. Er gewann vor seinem Landsmann John Bennett und dem Finnen Jorma Valkama.
Schweizer, österreichische und deutsche Athleten nahmen nicht teil.

## Bestehende Rekorde
| Weltrekord         | 8,13 m  | Jesse Owens ( USA)   | Ann Arbor, USA                    | 25. Mai 1935  |
| Olympischer Rekord | 7,825 m | Willie Steele ( USA) | OS London, Vereinigtes Königreich | 31. Juli 1948 |

Der bestehende olympische Rekord wurde bei diesen Spielen durch den Olympiasieger Greg Bell um 0,5 cm verbessert (der Londoner Rekord von 1948 wurde in Zoll vermessen, woraus sich die auf drei Nachkommadezimalen erweiterte Skala ergab).

## Durchführung des Wettbewerbs
32 Athleten traten am 24. November zu einer Qualifikationsrunde an. Die geforderte Qualifikationsweite betrug 7,15 m, die von dreizehn Wettbewerbern – hellblau unterlegt – erreicht wurde. Für alle qualifizierten Springer fand das Finale am Nachmittag desselben Tages statt. Die in der Qualifikationsrunde erzielten Weiten wurden für den weiteren Wettkampfverlauf nicht angerechnet. Im Finale standen jedem Springer zunächst drei Versuche zu. Die besten sechs Springer konnten dann weitere drei Sprünge machen.

## Zeitplan
24. November, 10.00 Uhr: Qualifikation

24. November, 15.50 Uhr: Finale
Anmerkung: Alle Zeiten sind als Ortszeit von Melbourne angegeben. (UTC + 10)

## Legende
Kurze Übersicht zur Bedeutung der Symbolik – so üblicherweise auch in sonstigen Veröffentlichungen verwendet:
| – | verzichtet |
| x | ungültig   |

## Qualifikation

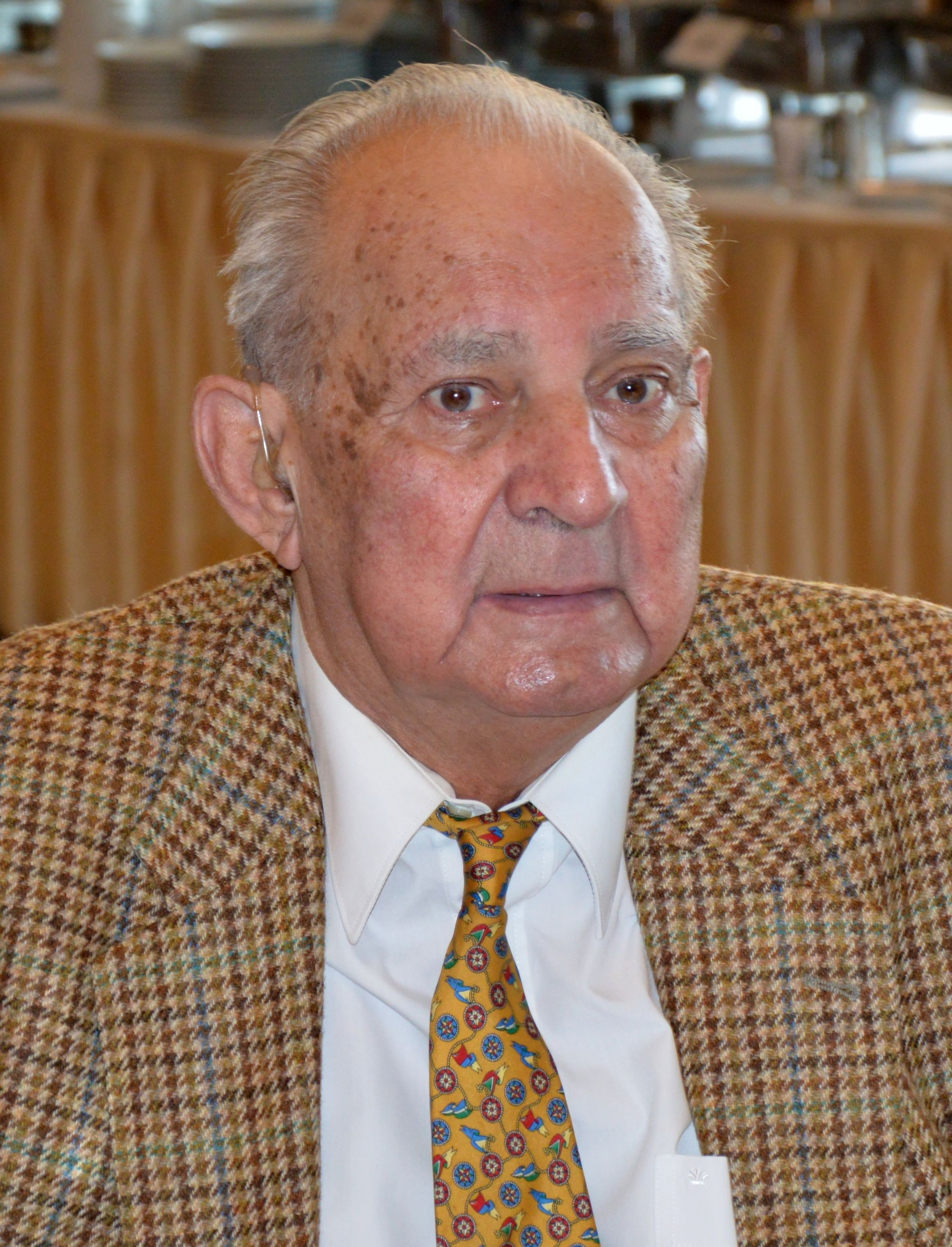
Ödön Földessy (hier im Jahr 2013) – ausgeschieden mit 6,96 m

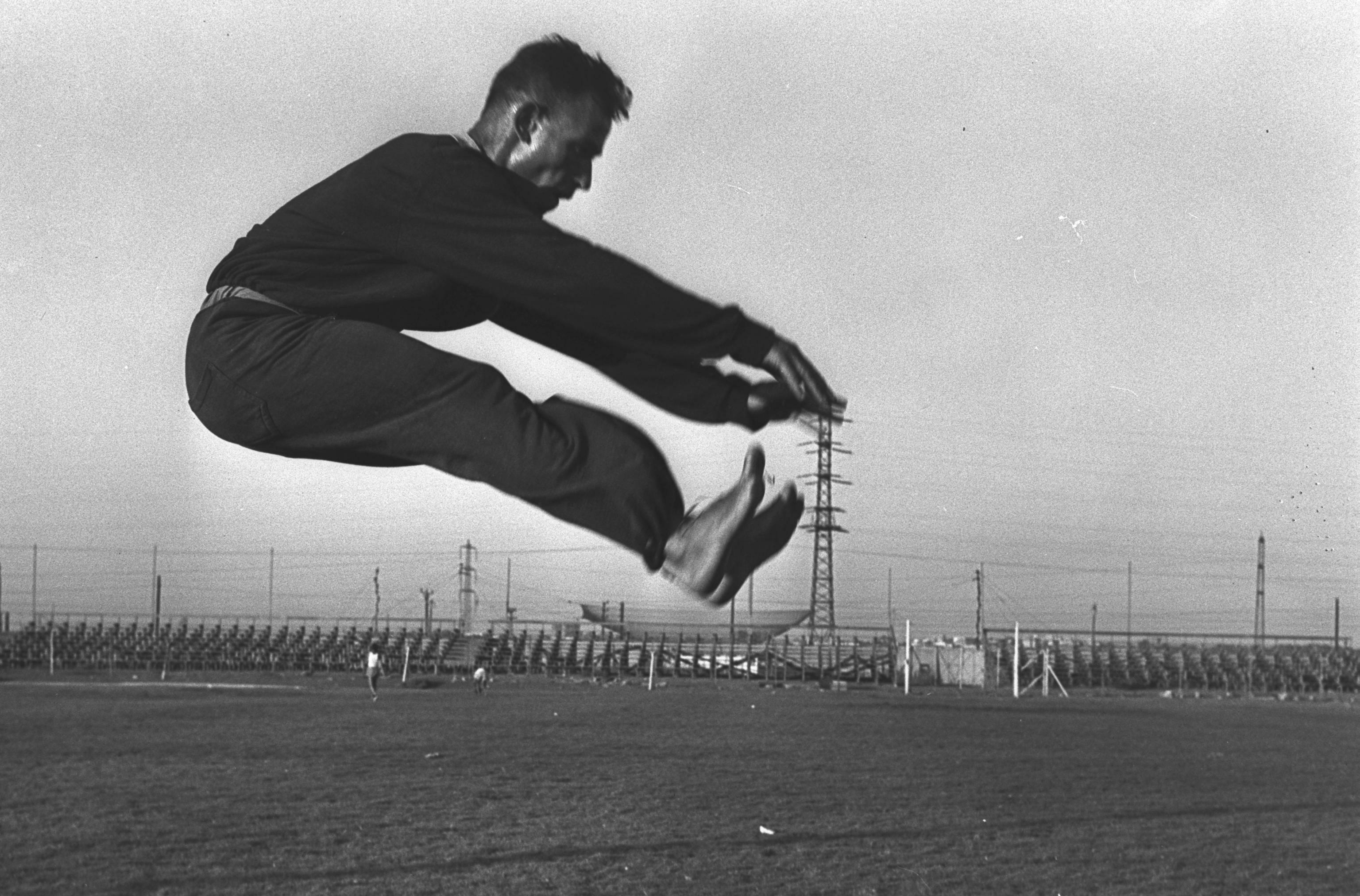
David Kushnir – ausgeschieden mit 6,89 m

Datum: 24. November 1956, 10:00 Uhr
| Platz | Name                      | Nation                | 1. Versuch | 2. Versuch | 3. Versuch | Resultat |
| ----- | ------------------------- | --------------------- | ---------- | ---------- | ---------- | -------- |
| 1     | Henryk Grabowski          | Polen                 | 7,52 m     | –          | –          | 7,52 m   |
| 2     | John Bennett              | USA                   | 7,50 m     | –          | –          | 7,50 m   |
| 3     | Oleg Fjodossejew          | Sowjetunion           | 7,04 m     | 7,42 m     | –          | 7,42 m   |
| 4     | Ken Wilmshurst            | Großbritannien        | 6,95 m     | 7,40 m     | –          | 7,40 m   |
| 5     | Dmytro Bondarenko         | Sowjetunion           | 6,97 m     | 6,95 m     | 7,37 m     | 7,37 m   |
| 6     | Jorma Valkama             | Finnland              | 7,13 m     | 6,92 m     | 7,36 m     | 7,36 m   |
| 7     | Greg Bell                 | USA                   | 7,35 m     | –          | –          | 7,35 m   |
| 8     | Roy Cruttenden            | Großbritannien        | 7,32 m     | –          | –          | 7,32 m   |
| 9     | Fermín Donazar            | Uruguay               | 7,31 m     | –          | –          | 7,31 m   |
| 10    | Karim Olowu               | Nigeria               | 7,05 m     | 7,29 m     | –          | 7,29 m   |
| 11    | Neville Price             | Südafrikanische Union | 7,28 m     | –          | –          | 7,28 m   |
| 12    | Kazimierz Kropidłowski    | Polen                 | 7,10 m     | 7,22 m     | –          | 7,22 m   |
| 13    | Igor Ter-Owanessjan       | Sowjetunion           | 7,15 m     | –          | –          | 7,15 m   |
| 14    | Yoshiro Sonoda            | Japan                 | 6,77 m     | 7,01 m     | 7,12 m     | 7,12 m   |
| 15    | Masaji Tajima             | Japan                 | 6,98 m     | x          | 7,11 m     | 7,11 m   |
| 16    | Ling Te-Sheng             | Taiwan                | 6,85 m     | 6,74 m     | 7,11 m     | 7,11 m   |
| 17    | Muhammad Ramzan Ali       | Pakistan              | 6,75 m     | 7,11 m     | x          | 7,11 m   |
| 18    | Suh Yong-joo              | Südkorea              | 7,08 m     | 7,09 m     | 6,92 m     | 7,09 m   |
| 19    | Mike Moroney              | Australien            | 6,72 m     | 7,09 m     | x          | 7,09 m   |
| 20    | Ary de Sá                 | Brasilien             | 6,86 m     | 7,00 m     | 6,97 m     | 7,00 m   |
| 21    | Ödön Földessy             | Ungarn                | 6,96 m     | 6,92 m     | 6,93 m     | 6,96 m   |
| 22    | Ram Mehar                 | Indien                | 6,92 m     | 6,84 m     | 5,53 m     | 6,92 m   |
| 23    | Ian Bruce                 | Australien            | x          | 6,91 m     | 6,80 m     | 6,91 m   |
| 24    | Hugh Jack                 | Australien            | 6,90 m     | 6,87 m     | 6,45 m     | 6,90 m   |
| 25    | David Kushnir             | Israel                | 6,09 m     | 6,89 m     | 6,66 m     | 6,89 m   |
| 26    | Fred Hammer               | Luxemburg             | 6,74 m     | x          | x          | 6,74 m   |
| 27    | Lawrence Ogwang           | Uganda                | 6,62 m     | 6,51 m     | 6,28 m     | 6,62 m   |
| 28    | Wilhelm Porrassalmi       | Finnland              | x          | 6,58 m     | x          | 6,58 m   |
| 29    | Rafiu Oluwa               | Nigeria               | x          | 6,53 m     | x          | 6,53 m   |
| 30    | Muhammad Rashid           | Pakistan              | 6,13 m     | 6,10 m     | 5,90 m     | 6,13 m   |
| 31    | Edward Martins            | Liberia               | 5,79 m     | 6,01 m     | 5,96 m     | 6,01 m   |
| NM    | Torgny Wåhlander          | Schweden              | x          | x          | x          | ogV      |
| DNS   | Ken Box                   | Großbritannien        |            |            |            |          |
| DNS   | Mohinder Singh            | Indien                |            |            |            |          |
| DNS   | Abdul Sattar Abdul Razzak | Königreich Irak       |            |            |            |          |
| DNS   | Hiroshi Shibata           | Japan                 |            |            |            |          |
| DNS   | Gabuh bin Piging          | Nord-Borneo           |            |            |            |          |
| DNS   | Martin Řehák              | Tschechoslowakei      |            |            |            |          |
| DNS   | Rafer Johnson             | USA                   |            |            |            |          |
| DNS   | Asnoldo Devonish          | Venezuela             |            |            |            |          |

## Finale
Datum: 24. November 1956, 15:50 Uhr
| Platz | Name                   | Nation                | 1. Versuch | 2. Versuch | 3. Versuch | 4. Versuch                                | 5. Versuch                                | 6. Versuch                                | Endresultat | Anmerkung |
| ----- | ---------------------- | --------------------- | ---------- | ---------- | ---------- | ----------------------------------------- | ----------------------------------------- | ----------------------------------------- | ----------- | --------- |
| 1     | Greg Bell              | USA                   | 6,98 m     | 7,83 m     | 7,77 m     | x                                         | –                                         | 7,16 m                                    | 7,83 m      | OR        |
| 2     | John Bennett           | USA                   | 7,68 m     | 7,61 m     | x          | –                                         | x                                         | –                                         | 7,68 m      |           |
| 3     | Jorma Valkama          | Finnland              | 7,11 m     | x          | 7,48 m     | 7,07 m                                    | 7,22 m                                    | 7,00 m                                    | 7,48 m      |           |
| 4     | Dmytro Bondarenko      | Sowjetunion           | 7,44 m     | x          | 7,13 m     | x                                         | 6,89 m                                    | 6,99 m                                    | 7,44 m      |           |
| 5     | Karim Olowu            | Nigeria               | 7,28 m     | 6,77 m     | 7,36 m     | 6,42 m                                    | x                                         | 6,91 m                                    | 7,36 m      |           |
| 6     | Kazimierz Kropidłowski | Polen                 | 7,27 m     | 6,92 m     | 7,30 m     | 6,95 m                                    | 7,03 m                                    | 6,94 m                                    | 7,30 m      |           |
|       |                        |                       |            |            |            |                                           |                                           |                                           |             |           |
| 7     | Neville Price          | Südafrikanische Union | x          | 7,28 m     | x          | nicht im Finale der besten sechs Springer | nicht im Finale der besten sechs Springer | nicht im Finale der besten sechs Springer | 7,28 m      |           |
| 8     | Oleg Fjodossejew       | Sowjetunion           | x          | 7,25 m     | 7,27 m     | nicht im Finale der besten sechs Springer | nicht im Finale der besten sechs Springer | nicht im Finale der besten sechs Springer | 7,27 m      |           |
| 9     | Roy Cruttenden         | Großbritannien        | 7,15 m s   | x          | 6,96 m     | nicht im Finale der besten sechs Springer | nicht im Finale der besten sechs Springer | nicht im Finale der besten sechs Springer | 7,15 m      |           |
| 10    | Henryk Grabowski       | Polen                 | x          | x          | 7,15 m     | nicht im Finale der besten sechs Springer | nicht im Finale der besten sechs Springer | nicht im Finale der besten sechs Springer | 7,15 m      |           |
| 11    | Ken Wilmshurst         | Großbritannien        | 7,14 m     | 7,06 m     | 7,05 m     | nicht im Finale der besten sechs Springer | nicht im Finale der besten sechs Springer | nicht im Finale der besten sechs Springer | 7,14 m      |           |
| 12    | Fermín Donazar         | Uruguay               | x          | x          | 6,57 m     | nicht im Finale der besten sechs Springer | nicht im Finale der besten sechs Springer | nicht im Finale der besten sechs Springer | 6,57 m      |           |
| NMW   | Igor Ter-Owanessjan    | Sowjetunion           | x          | x          | x          | nicht im Finale der besten sechs Springer | nicht im Finale der besten sechs Springer | nicht im Finale der besten sechs Springer |             | ogV       |

Dreizehn der 32 Teilnehmer schafften den Sprung ins Finale.
Die Bedingungen während dieses Wettkampfs am Nachmittag waren schlecht. Die Athleten hatten mit starken Windböen zu kämpfen, zudem war die Anlaufbahn sehr weich und zu kurz. So war die Qualität dieses Wettbewerbs nicht so hoch wie vielleicht erwartet. Die Forderung der Athleten, den Anlauf aus der Qualifikation zu nutzen, wurde von den Organisatoren abgelehnt.
Es war fast erstaunlich, dass dem Olympiasieger Gregory Bell unter diesen miserablen Bedingungen ein Sprung auf 7,83 m gelang. John Bennett wurde mit 7,68 m Zweiter und Jorma Valkama reichten 7,48 m zur Bronzemedaille.
Im dreizehnten olympischen Finale sprang Gregory Bell zur zwölften Goldmedaille in dieser Disziplin für die USA.

Jorma Valkama schaffte den ersten finnischen Medaillengewinn im Weitsprung.

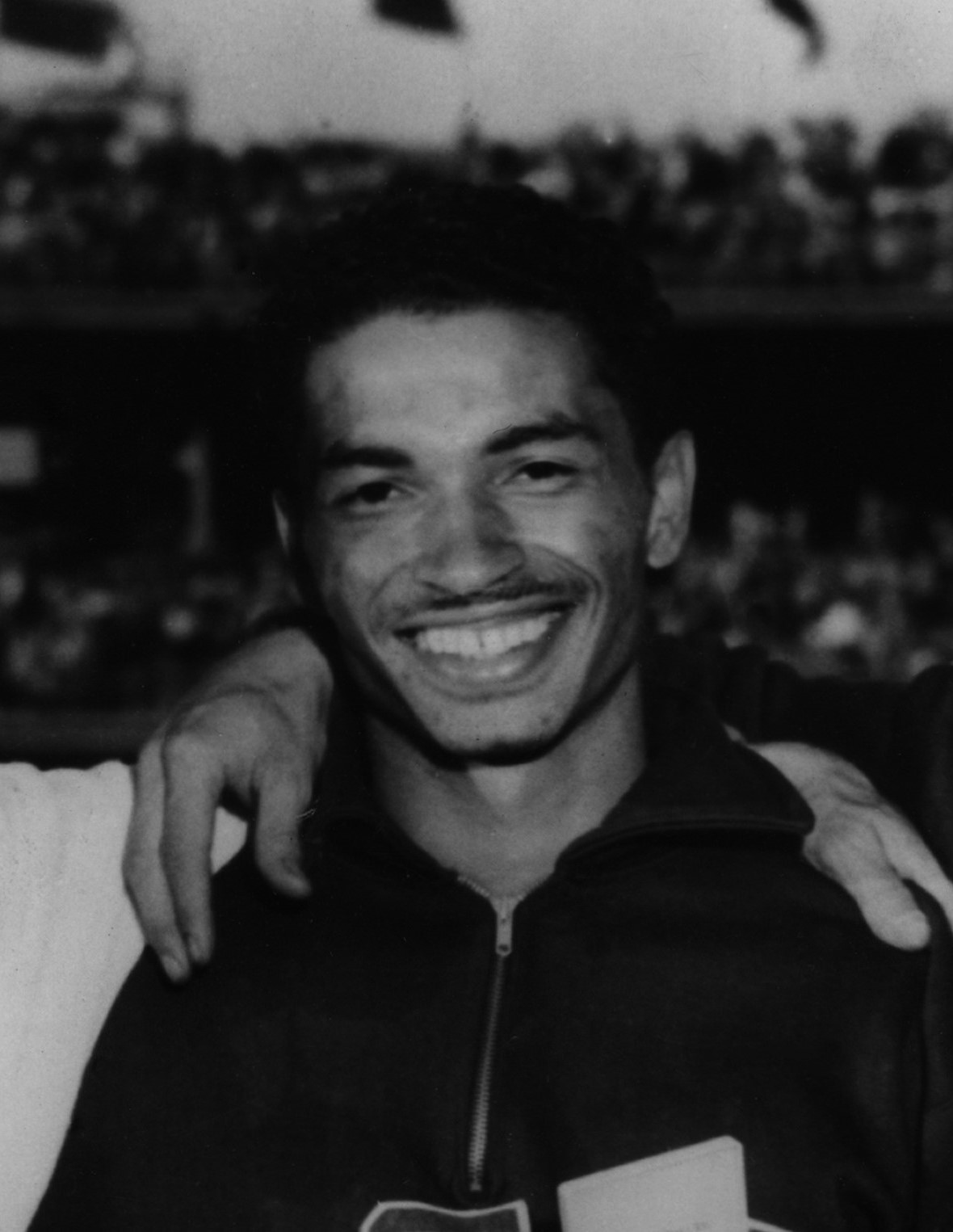
Greg Bell gewann die Goldmedaille mit 7,83 m – eine angesichts der widrigen Bedingungen sehr gute Weite
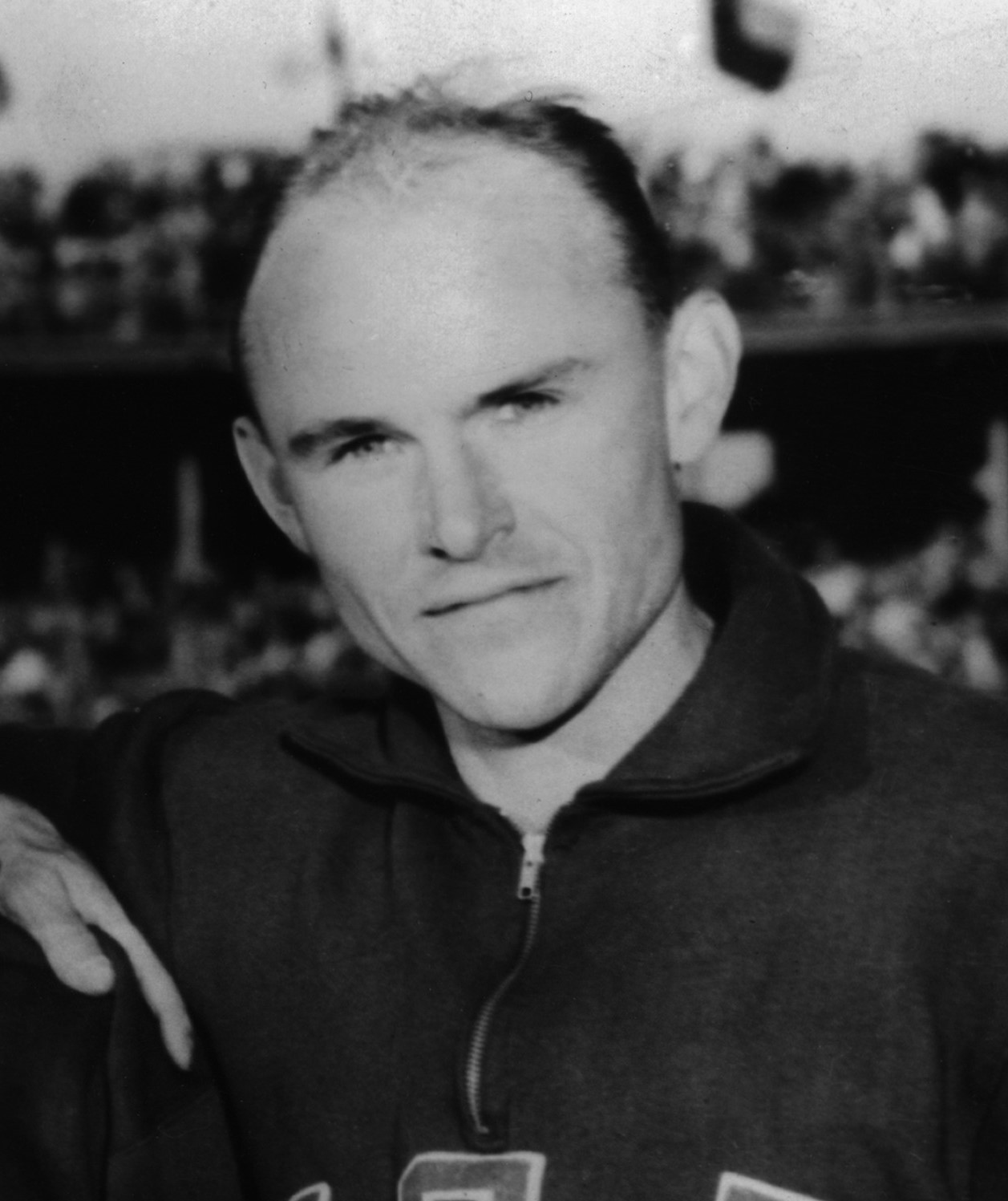
Silbermedaillengewinner John Bennett
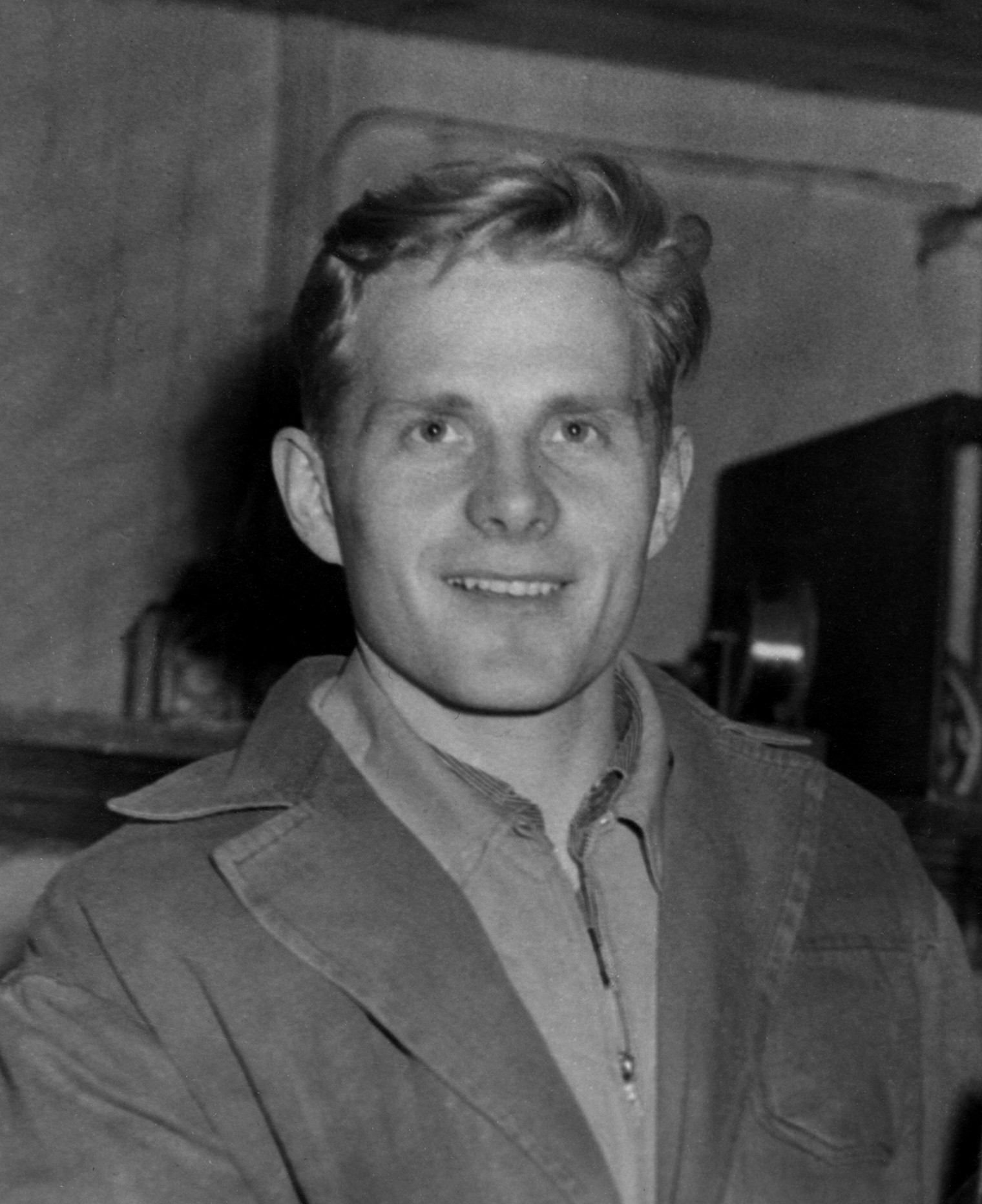
Bronzemedaillengewinner Jorma Valkama

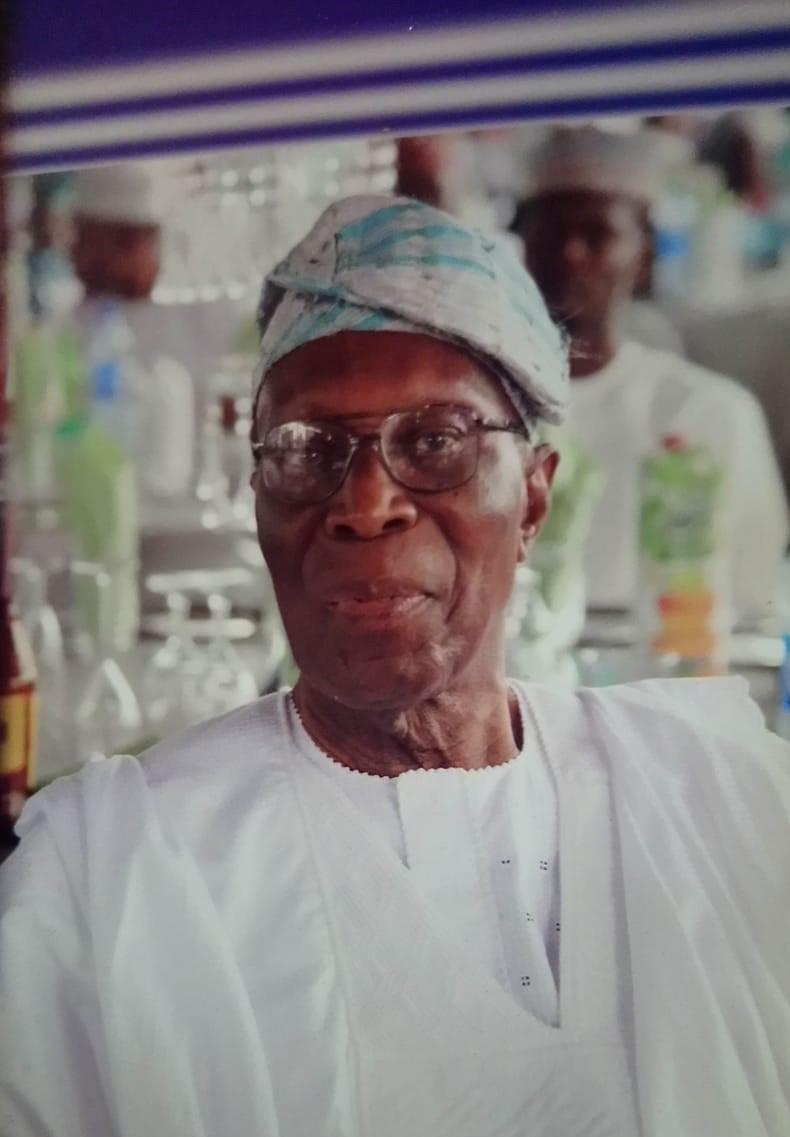
Karim Olowu (hier an seinem neunzigsten Geburtstag im Jahr 2014) belegte Rang fünf
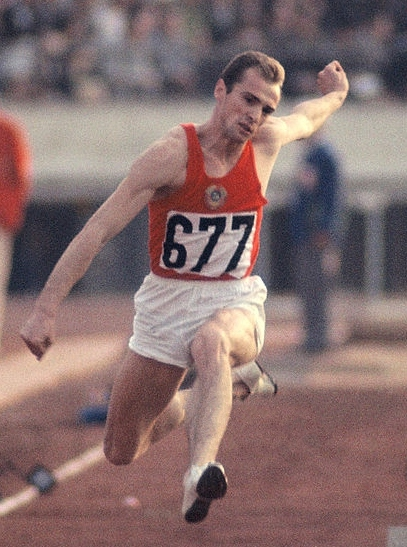
Oleg Fjodossejew – hier bei den Spielen 1964, als er Silber im Dreisprung gewann – kam auf den achten Platz

## Video
- Melbourne 1956 Official Olympic Film - Part 4 | Olympic History, Bereich: 13:52 min bis 15:02 min, youtube.com, abgerufen am 17. August 2021